# Eri-TV
Eri-TV es la cadena de televisión estatal de Eritrea. Con sede en la capital del país, Asmara, emite las 24 horas del día. La cadena transmite boletines de noticias, programas de entrevistas, así como también programas educativos y culturales. La cadena está dirigida y financiada por el Ministerio de Información de Eritrea.

## Canales

### Eri-TV 1
Eri-TV 1 emite internacionalmente vía satélite junto con su emisora hermana, Dimtsi Hafash. La programación del canal consiste en boletines de noticias, vídeos musicales o series. También emite películas nacionales e internacionales.
La emisora emite principalmente en tigriña, árabe, tigre e inglés. También emite algunos programas en italiano, amhárico y somalí.

### Eri-TV 2
Eri-TV 2 es el segundo canal en Eritrea. Transmite eventos deportivos nacionales e internacionales.

## Liderazgo
Seyoum Tsehaye, miembro del Frente Popular de Liberación de Eritrea y periodista de guerra, se convirtió en el primer director de la cadena, luego de la Guerra de Independencia. Fue detenido en 2001 tras publicar una declaración a favor de la democracia.
- Datos: Q2756353